# 米津寺
米津寺（べいしんじ）は、東京都東久留米市にある臨済宗妙心寺の寺院である。

## 歴史
慶長8年（1603年）、徳川家康の江戸入府に伴い、三河の家臣団が江戸に移住してきた。その中に米津（よねきつ）氏がいた。米津氏は寛文6年（1666年）以降、一万石余の大名に昇格しており、小さな大名とはいえ東久留米市域とは深いつながりを持っていた。米津寺は、萬治2年（1659年）、開山を大愚（だいぐ）和尚、開基を二代目・米津田盛（たもり）とし、米津家の菩提寺として建立された、禅宗臨済派京都妙心寺の末寺である。この寺は米津家一氏のみが檀家となった寺であり、米津家初代・田政（たまさ）の子、二代目・田盛（たもり）、四代目・政矩（まさのり）、六代目・政崇（まさたか）、八代目・政懿（まさよし）の墓地がある。
後北条の流れを汲む浄牧院（大門町1丁目）に対して、徳川幕府から知行地を与えられた米津家は、監視の役割を担っていたという歴史的評価も生まれている。田政があるとき浄牧院に駕籠で乗りつけたとき住職が烈火のごとく怒り田政を門外に追い返したという伝説がある。
明治22年（1889年）の火災により楼門以外の全てを焼失、残された楼門は1895年に武蔵国分寺に移設され、国分寺市の重要有形文化財となっている。後年に一般の檀家を迎えることとなり、境内の整備も進んでいる。

## 境内
市指定有形文化財等。
石造物
- 石橋供養塔
馬頭観音と刻んだ供養塔で安永4年（1775年）に建てられた供養塔である。もともとは旧小山村と旧前沢村の境に建てられていたが、1967-1968年頃に道路の改修工事の為米津寺に移されたという。それ以来、毎年、5月3日に地元の有志が集まって供養が行われる。市指定有形文化財になっている。
- 筆子塚
碑銘によれば明治26年（1893年）に建てられた塚である。米津寺の第12世清源和尚の恩に報いるために筆子81名によって建てられた。刻まれている筆子の名前の中には、のちに旧前沢村の村長を務めた島崎保平や栗原秀三郎の名前が見られる。市内のもっとも古い筆子塚は、柳窪の野崎家墓所にある元禄2年（1689年）頃建立された十三仏堂の住職が近隣の子弟に教えたという往時を偲んで建てられた塚といわれている。

米津寺開山大愚和尚肖像画
承応2年（1653年）の記銘がある作者不明の肖像画である。保存状態が良く、美術的にもすぐれた作品である。絹本彩色。縦100cm、横40cm。市指定有形文化財である。（出典：市教育委員会発行「東久留米の江戸時代―文化財からみた東久留米の村々」）
十六神将図
徳川家康を中心とした16人の将軍を描いた絵図があり、服部半蔵、本多忠勝などの中に米津忠政がいる。
大名墓所
本堂の裏手にある米津家墓所は多摩地区で唯一の大名墓所であり、東京都の史跡に指定されている。この墓所には2代田盛、4代政矩、6代政崇、8代政よしの四代とその親族の墓標および供養塔がある。墓標の形式は笠付き六角塔身型とでもいうべきもので、大名の墓所としてはほかに例がないとされている。

## 関連文献
- 「前沢村 米津寺」『新編武蔵風土記稿』 巻ノ122多磨郡ノ34、内務省地理局、1884年6月。NDLJP:763995/9。